# Eisenkolb Aurél
Eisenkolb Aurél (Lovrin, 1849. – Lippa, 1918.) magyarországi német komponista, tanár.

## Élete
Apja Eisenkolb József (1821–1899) magyarországi német anyanyelvű tanár, zeneszerző, lovrini iskolaigazgató és egyházi karnagy. Tanulmányait Versecen, Szegeden és Budapesten végezte. 1867–1870 között Orczyfalván, 1870–1875 között Csanádon tanított, majd a lippai állami polgári iskola tanára lett.
Számos pedagógiai és módszertani cikket írt magyar és német tanügyi szaklapokba és folyóiratokba. Helytörténeti adalékokat (népmondákat, numizmatikai, kultúrtörténeti és néprajzi adatokat, látképeket) és szépirodalmi tárcákat is közölt.

## Művei
- 1912 Emlékezetességek Lippa város és környékének múltjából. Lippa város története. Lippa.